# Government Aircraft Factories
Die Government Aircraft Factories (Kurzform GAF) war von 1939 bis 1987 ein australischer Flugzeughersteller im Besitz der australischen Regierung mit Sitz in Fishermans Bend, einem Vorort von Melbourne in Victoria. Die GAF entwarf, entwickelte, produzierte und vermarktete Flugzeuge sowohl für den australischen als auch für den internationalen Markt.

## Geschichte

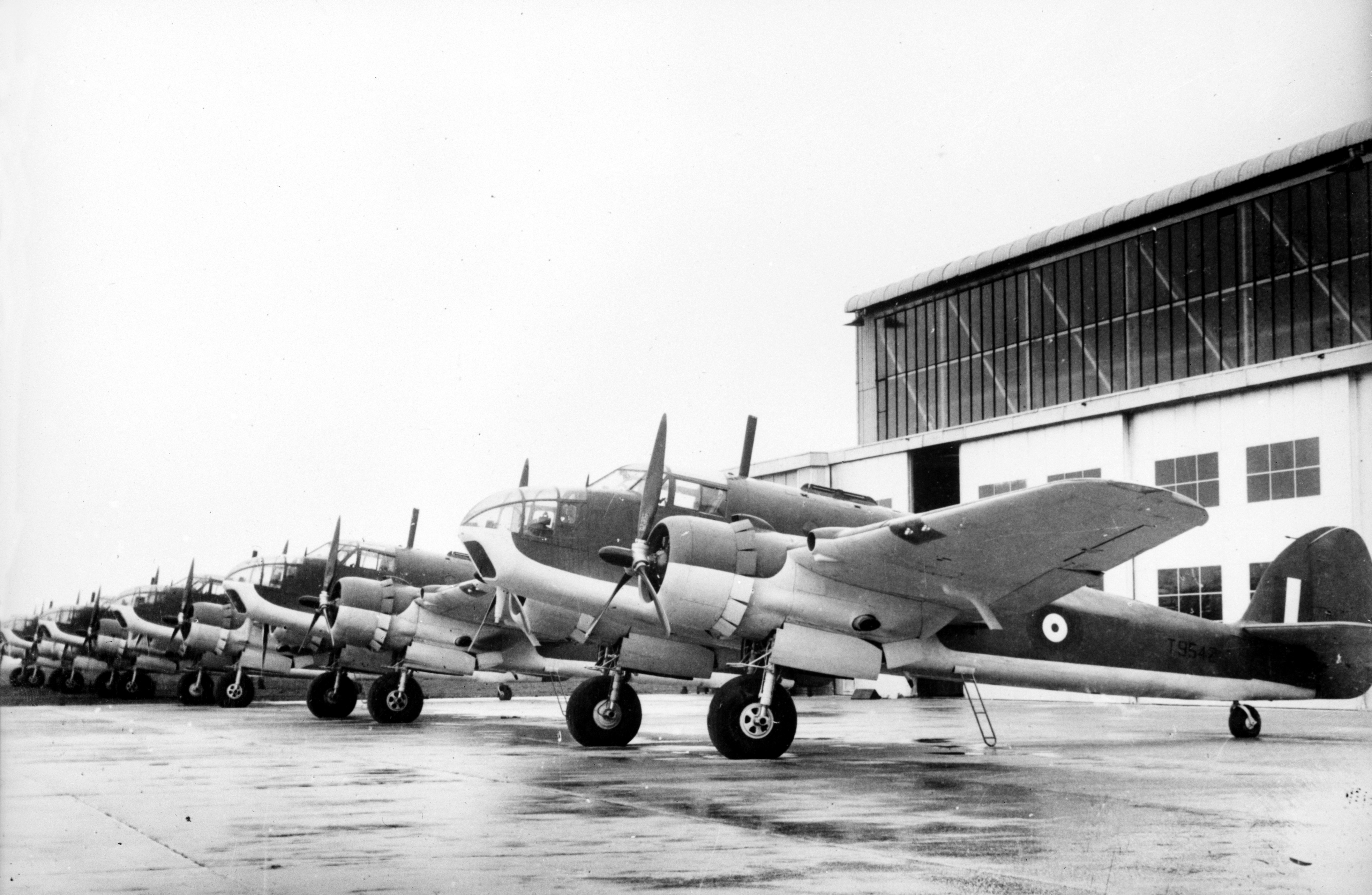
Australische Beaufort-Maschinen auf dem DAP-Fabrikgelände in Fisherman’s Bend im Jahr 1941

Die Ursprünge der „Government Aircraft Factories“ liegen in den 1930er-Jahren, als die australische Regierung beschloss, neben dem bereits bestehenden Flugzeugbauer Commonwealth Aircraft Corporation (CAC) einen weiteren Hersteller zu gründen, der zunächst hauptsächlich britische Flugzeugmuster in Lizenz herstellen sollte. Bis 1946 firmierte die Neugründung unter der Bezeichnung Department of Aircraft Production (kurz: DAP) und produzierte während des Zweiten Weltkrieges britische Bomber wie die Modelle Bristol Beaufort und Bristol Beaufighter in Lizenz.
Nach dem Zweiten Weltkrieg wurde die Flugzeugproduktion durch die DAP weitergeführt, welche im Jahr 1946 in „Government Aircraft Factories“ umbenannt wurde. In der Nachkriegszeit wurden insgesamt 73 Avro-Lincoln-Bomber in verschiedenen Versionen hergestellt sowie 48 Stück des strahlgetriebenen Kampfflugzeuges English Electric Canberra.
In den späten 1950er Jahren entwarf die GAF in Zusammenarbeit mit britischen Luftfahrtfirmen die GAF Jindivik, eine ferngesteuerte Zieldarstellungsdrohne, von der mehr als 500 Exemplare produziert wurden. Mitte der 1960er-Jahre begannen die Entwicklungsarbeiten am Transportflugzeugmuster GAF Nomad, das am 23. Juli 1971 den Erstflug absolvierte. Die Turbopropmaschine war der erste erfolgreiche eigenständige Entwurf, der in diverse Länder verkauft werden konnte.
In den 1980er-Jahren wurden die GAF im Zuge einer Umstrukturierung in Aerospace Technologies of Australia (ASTA) umbenannt, die privatisiert und im Jahr 1987 Teil von Boeing Australia wurde.

## Produkte

### Eigene Entwicklungen
- GAF Nomad, Transportflugzeug

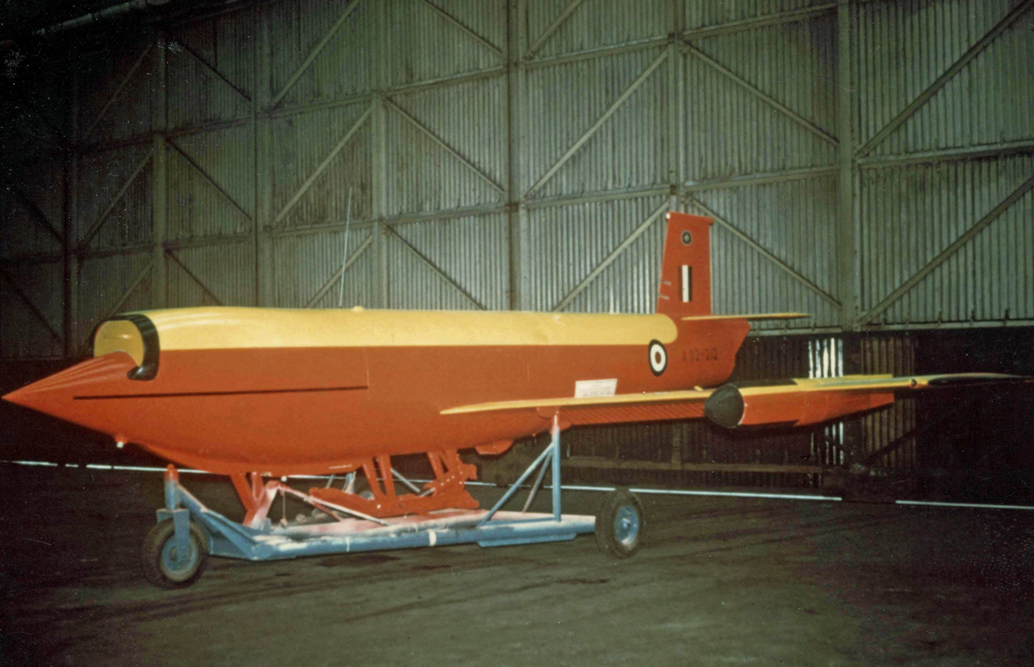
GAF Jindivik der Royal Air Force im Juni 1961

- AAC Wamira, einmotoriges Schulflugzeug (Projektabbruch)
- GAF Jindivik, ferngesteuerte Zieldarstellungsdrohne
- GAF Turana, ferngesteuerte Zieldarstellungsdrohne
- Malkara, Panzerabwehrlenkrakete
- Ikara, Anti-U-Boot-Rakete

### Lizenzbauten

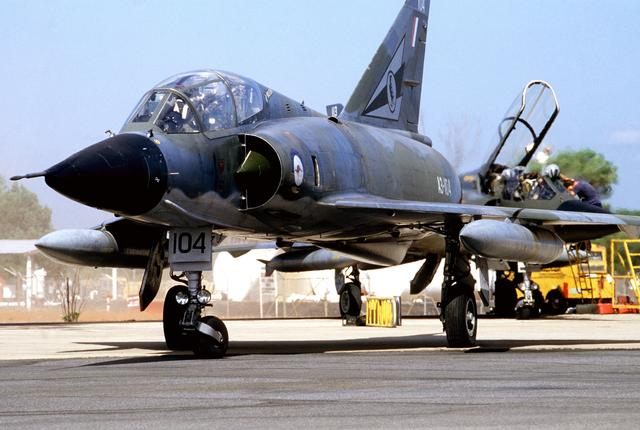
Mirage III der australischen Luftwaffe

- Bristol Beaufort, zweimotoriger Torpedobomber
- Bristol Beaufighter, zweimotoriges Kampfflugzeug
- Avro Lincoln, viermotoriger Langstreckenbomber
- English Electric Canberra, zweistrahliger leichter Bomber
- Dassault Mirage III, einstrahliges Jagdflugzeug (gemeinschaftliche Lizenzproduktion mit CAC)[2]
- McDonnell Douglas F/A-18, zweistrahliges Mehrzweckkampfflugzeug